# 義務教育諸学校等の施設費の国庫負担等に関する法律
義務教育諸学校等の施設費の国庫負担等に関する法律（ぎむきょういくしょがっこうとうのしせつひのこっこふたんとうにかんするほうりつ、昭和33年4月25日法律第81号）は、公立義務教育諸学校の施設に要する経費に関する法律である。

## 概要
公立義務教育諸学校の施設に要する経費について、国がその一部を負担すること明らかにし、義務教育諸学校における教育の円滑な実施を確保することを目的とする。
従来小・中学校統合のための校舎などの建築、中学校の屋内運動場の建築には、毎年度の予算に基き補助が行われてきたが、これに法的根拠を与え、従来臨時的性格を有していた公立小学校不正常授業解消促進臨時措置法および危険校舎改築促進臨時措置法などによる補助制度の諸法を統合して、施設に関する恒久的な国庫負担制度を確立し、学校建築が計画的に実施できるようにした。
国が負担する経費の種目は、本工事費および付帯工事費ならびに事務費とされ、また、工事費の算定方法についても規定があるが、これらはだいたい従来の負担法等の同種の規定を踏襲したものである。工事費を算定する場合の児童・生徒一人当りの基準坪数の定め方、一坪当りの建築単価の定め方、工事費算定方法の特例、事務費の算定方法、都道府県への事務費の交付、本校および分校の取扱なども、それぞれ規定を設けた。
本法の成立により公立小学校不正常授業解消促進臨時措置法は廃止され、公立学校施設費国庫負担法は災害復旧に対する国庫負担額の規定だけを残し、題名も公立学校施設災害復旧費国庫負担法と改めた。また、危険校舎改築促進臨時措置法は、高等学校に関する部分以外は削除され、題名を公立高等学校危険建物改築促進臨時措置法に改めた。

## 沿革
- 1958年（昭和33年）4月25日 - 義務教育諸学校施設費国庫負担法として公布
- 1964年（昭和39年）3月31日 - 第1次改正[3]
公立の義務教育諸学校の施設整備を促進するため、公立の小学校および中学校の建物の新、増築に要する経費に関する国の負担の範囲を広げるとともに、これらの学校の校舎の工事費の算定方法を学級数を基準とする方法に改めた[4]。
- 1966年（昭和41年）4月18日 - 第2次改正[5]
国庫負担の対象となる公立の小学校および中学校の屋内運動場の工事費の算定方法を、当該学校の児童または生徒の数を基準とする方法から当該学校の学級数を基準とする方法に改めた[6]。
- 1973年（昭和48年）6月28日 - 第3次改正[7]
公立の小学校の屋内運動場の新築または増築に要する経費についての国の負担割合を1/3から1/2に引き上げ、政令で定める児童生徒急増市町村が設置する小学校または中学校の校舎の新築または増築に要する経費について、1973年（昭和48年）度から1977年（昭和52年）度までの間、国の負担割合を1/2から2/3に引き上げた[8]。
- 1978年（昭和53年）3月31日 - 第4次改正[9]
児童生徒急増市町村が設置する小学校または中学校の校舎の新築または増築に要する経費に係る国の負担割合を引き上げる措置を1982年（昭和57年）度まで継続することとした[10]。
- 1983年（昭和58年）3月31日 - 第5次改正[11]
児童生徒急増市町村が設置する小学校または中学校の校舎の新築または増築に要する経費に係る国の負担割合の特例措置を1987年（昭和62年）度まで継続した。ただし、当該児童生徒急増市町村が政令で定める市町村に該当する場合には4/7とした[12]。
- 1988年（昭和63年）5月6日 - 第6次改正[13]
児童生徒急増市町村が設置する小学校または中学校の校舎の新築または増築に要する経費に係る国の負担割合の特例措置を1992年（平成4年）度まで継続した。ただし、その負担割合は、1988年（昭和63年）度は5.5/10とした[14]。
- 2006年（平成18年）3月31日 - 公立の義務教育諸学校等の施設の整備に関する事業に充てるための交付金制度創設に伴い[15]、題名を義務教育諸学校等の施設費の国庫負担等に関する法律へ改題した[16]。